# Oliver Zaugg
Oliver Zaugg (ur. 9 maja 1981 w Lachen) – szwajcarski kolarz szosowy, zawodnik profesjonalnej grupy IAM Cycling.
Największym sukcesem kolarza jest wygrany wyścig klasyczny Giro di Lombardia w 2011 roku.

## Najważniejsze zwycięstwa i sukcesy
2007
- 15. miejsce w Vuelta a España

2008
- 11. miejsce w Vuelta a España

2010
- 4. miejsce w Vuelta a Burgos

2011
- 1. miejsce na 1. etapie Vuelta a España (jazda druż. na czas)
- 1. miejsce w Giro di Lombardia

2012
- 8. miejsce w Giro di Lombardia

2014
- 7. miejsce w Österreich-Rundfahrt